# Ронски Спийд
Ронски Спийд (на немски: Ronski Speed), псевдоним на Рони Шнайдер, е германски диджей и продуцент.
Започва кариерата си през 1997 г. Работи с известни имена като Пол ван Дайк и Фери Корстен. Използва няколко псевдонима: 2Day, Sun Decade. Работи за германския лейбъл за електронна музика Euphonic.